# Hypentelium roanokense
Hypentelium roanokense är en fiskart som beskrevs av Edward C. Raney och Lachner, 1947. Hypentelium roanokense ingår i släktet Hypentelium och familjen Catostomidae. Inga underarter finns listade i Catalogue of Life.